# William Álvarez (tenista)
WillIam Álvarez (Medellín, 15 de diciembre de 1934-Barcelona, 23 de enero de 2022) fue un entrenador de tenis español nacido en Colombia y jugador profesional.

## Trayectoria
Nacido en Medellín, Álvarez fue ocho veces campeón nacional de Colombia y miembro del equipo de Copa Davis del país, debutando en 1959. Álvarez, conocido por su apodo de Pato, llegó a la tercera ronda del Campeonato de Francia de 1961. En 1963 se perdió la oportunidad de hacer otra tercera ronda de Roland Garros cuando fue descalificado durante su partido de segunda ronda por discutir con el árbitro, mientras se enfrentaba a Martin Mulligan.
Se mudó a España en la década de 1970 y se convirtió en un entrenador mundialmente aclamado, al utilizar unas técnicas revolucionarias de entrenamiento. Entrenó a figuras españolas como: Emilio Sánchez Vicario y Sergio Casal (durante toda su carrera deportiva); y a Jordi Burillo, Julián Alonso, Javier Sánchez Vicario, Francis Roig, o Joan Balcells (en algunos momentos).
También fue director técnico de la Federación Española de Tenis. En 1972 dejó el tenis profesional. Más adelante se incorporó a la academia Sánchez-Casal, donde intervino en la formación de Andy Murray o Grigor Dimitrov.
Murió el 23 de enero de 2022, a la edad de 87 años.